# ふぇちっくす!
『ふぇちっくす!』は、幾夜大黒堂による漫画作品。『FlexComixブラッド』を経て『COMIC メテオ』にて配信されていた。全20話で、単行本は全3巻。
成人誌でTSFや女装ものを多く手掛けてきた作者の初の一般向け作品。第1巻帯のキャッチコピーは、「登場人物みんな変態!ドタバタ学園ふぇちラブコメディー!」。

## ストーリー
高校の入学式の日、橋之本真綾は弟・橋之本倫太郎の登校を待ち焦がれていた。しかしいつまで待っても弟の姿を見つけることができない。誘拐されたのではないかと不安になる真綾だが「新入生代表の挨拶をすることになっている倫太郎が欠席していれば式の進行に支障をきたす」との鵜野千代の指摘をうけて式場内を見ると新入生代表の挨拶で「僕の目標は尊敬しているあこがれのお姉ちゃんのようになりたい」と壇上で挨拶するのは女子の制服を着たかわいい男の娘であった。

## 登場人物
橋之本 真綾（はしのもと まあや）
主人公。倫太郎の姉で高校二年。小さいころ倫太郎の「お姉ちゃんとイッショになりたい」という言葉を聞いてブラコンになる。成績はよくなく入試はボーダーギリギリだが運動能力はたかく昔から倫太郎がいじめられていると助けていた。帰宅部所属。
橋之本 倫太郎（はしのもと りんたろう）
真綾の弟で高校一年。小さいころいじめられていた時助けてくれた姉がスーパーヒロインのようだとあこがれ姉のようになりたいと思うようになり、高校入学を期に女装する。その姿はかわいく校内で好評でラブレター取得数を大幅に更新する。
武藤 つかさ（むとう つかさ）
真綾の友達で二年。極度の匂いフェチ。女子柔道部所属。
鵜野 千代（うの ちよ）
真綾の友達で二年。腐女子で所属する文芸部でもBL系同人誌を作っている。同人誌即売会では丁度、体験入部にきていた倫太郎と共にドリピュアのコスプレをする。
嶋田 源一郎（しまだ げんいちろう）
二年。男子柔道部を部長権限でプロレス部に変更する。M気質でクラブ対抗トーナメントの決勝戦のプロレスで真綾と対峙したさい真綾の攻撃を受け続けた。
高田 あきら（たかだ あきら）
生徒会執行部風紀委員の二年。真綾を目の敵にしている。
宰王寺 優光（さいおうじ ゆみ）
三年で生徒会長。男装の麗人で性別を超越したと謂わしめ校内で女装が受け入れられる要因となる。

## 書誌情報
「ふぇちっくす!」ほるぷ出版メテオCOMICS
- 第1巻 2012年6月12日発売、ISBN 4593856949
- 第2巻 2012年12月12日発売、ISBN 4593857147
- 第3巻 2013年6月12日発売、ISBN 459385735X